# Once troy
Pour les articles homonymes, voir once.

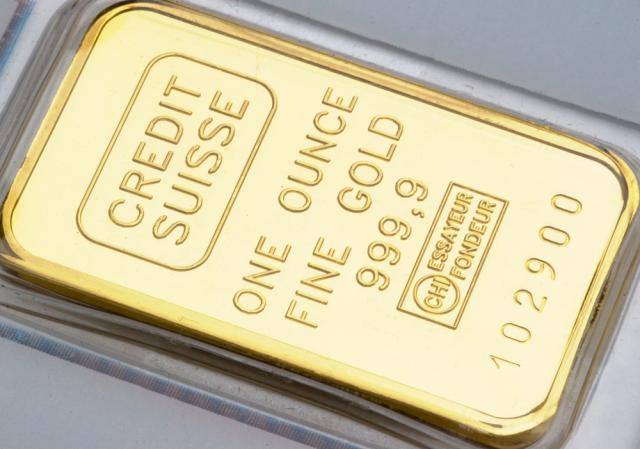
Un lingot d'or pur d'une once troy (« one ounce fine gold »).

L'once troy ou once de Troyes (symbole ozt, « troy ounce » en anglais) est une unité de mesure de masse, traditionnellement utilisée dans les pays anglo-saxons et au niveau international pour les métaux précieux comme l'or ou l'argent, ou pour les pierres précieuses. Une once troy équivaut exactement à 31,103 476 8 grammes.

## Description
Son nom vient de la ville de Troyes, où elle était en usage au Moyen Âge comme 1/8e du marc de Troyes, et par le rayonnement de ses foires liées au commerce international de la laine et du textile en général, et qu'il y exista très tôt un hôtel de monnaie actif, elle s'est répandue en Europe ; le marc de Paris était le même que celui de Troyes et pesait 244,753 g. Si bien que l'once troy actuelle pèse 1,665 % de plus que celle du Moyen Âge.
Dans le système monétaire international, la valeur d'une once troy d'or est donnée en dollars américains ou en euros.
La norme ISO 4217, qui définit les abréviations pour les devises (comme USD pour le dollar ou EUR pour l'euro), donne également les codes standards suivants pour les métaux précieux :
- XAG = once troy d'argent ;
- XAU = once troy d'or ;
- XPD = once troy de palladium ;
- XPT = once troy de platine ;

soit X suivi du symbole chimique du métal considéré.

## Conversions
| Unité                       | Grain | Gramme         |
| --------------------------- | ----- | -------------- |
| Livre troy (12 onces troy)  | 5 760 | 373,241 721 60 |
| Once troy (20 pennyweights) | 480   | 31,103 476 80  |
| Pennyweight (en)            | 24    | 1,555 173 84   |
| Grain                       | 1     | 0,064 798 91   |

## Évolution du cours de l'once d'or

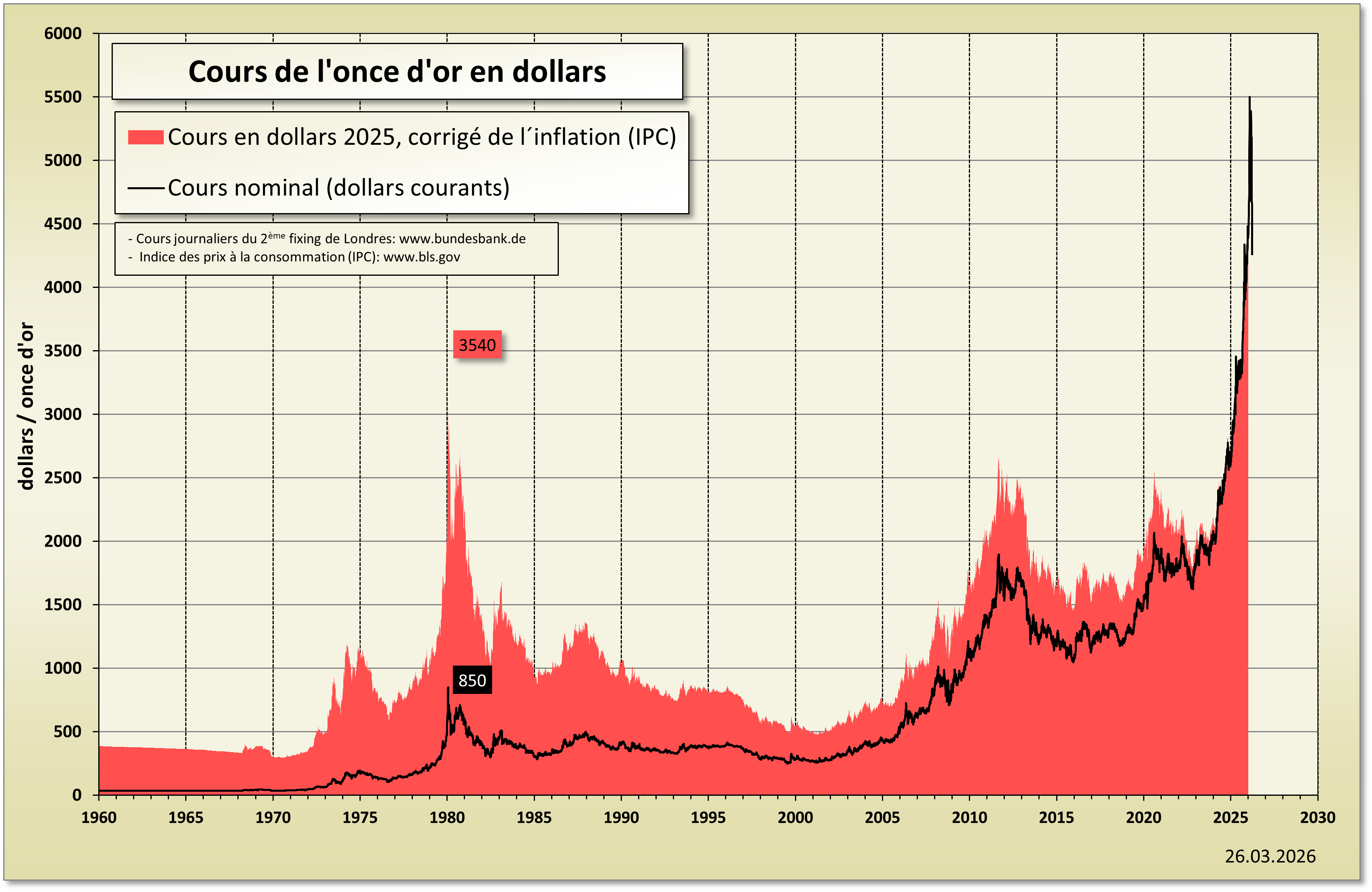
Évolution du cours de l'once d'or de 1960 à 2025. Cours nominal (courbe noire) et cours en fonction de la valeur d'achat du dollar en 2012 (en rouge).

De 1847 à 1933, le cours de l'once d'or est fixé à 20,65 dollars américains puis, après les accords de 1944, à 35 dollars américains ; ce fixing n'a pratiquement pas bougé jusqu'à la fin des années 1950, du moins sur le marché réglementé. 
Les premières tensions apparaissent dès 1958, quand la balance commerciale américaine menace d'être déficitaire et que les comptes étrangers exprimés en dollars atteignent une masse critique, pesant sur la balance des paiements américaine. Le cours augmente sur le marché au début des années 1960 et franchit les 35 dollars. En 1965, il franchit le cap des 40 dollars. En 1971, la convertibilité dollar-or est suspendue. 
En 1974-1975, le cours frôle les 200 dollars. En 1980, il connaît un pic à près de 700 dollars avant de lentement glisser jusqu'à 250 dollars en 2000. Depuis ce prix plancher, il connaît une montée continue, franchissant la barre des 3 000 dollars en mars 2025.